# Лев і Сонце

Лев і Сонце

Лев і Сонце (перс. شیر و خورشید) — один з головних символів Ірану, у 1846—1980 — також елемент національного прапора країни. Даний мотив, який ілюструє давні і сучасні іранські традиції, став відомим символом в Ірані з XII століття. Символ Лева і Сонця в основному базується на астрономічних і астрологічних конфігураціях: давній знак Сонця в сузір'ї Лева, який відомий ще з часів вавилонської астрономії та близькосхідних традицій.

## Історія

Мотив має безліч різних значень в історії. Спочатку це був тільки астрологічний та зодіакальний символ. За часів держав Сефевідів і перших Каджарів він став більшою мірою пов'язаний з шиїтським плином в ісламі. В епоху Сефевідів символ Лев і Сонце позначав два стовпи суспільства: державу й іслам. Він став національною емблемою в епоху Каджарів.
У XIX столітті європейські мандрівники при дворі Каджарів відносили Льва і Сонце до глибокої давнини; з тих пір символ отримав націоналістичне трактування. Під час правління Фетх Алі-шаха Каджара і його наступників форма мотиву була істотно змінена. У верхній частині символу була розміщена корона, що уособлює монархію. Починаючи з царювання Фетх Алі ісламський аспект монархії підкреслювався. Ця зміна вплинула на символіку герба. Зміст символу кілька разів змінювався в період між епохою Каджарів і Ісламською революцією 1979. Лев міг бути витлумачений як метафори для зображення Алі ібн Абу Таліба, зятя пророка Мухаммеда, для героїв Ірану, які готові захистити країну від ворогів, або в його давній інтерпретації як символу королівської влади. Сонце поперемінно тлумачилося як символ короля, Джамшида, міфічного царя Ірану, і Батьківщини в цілому.
Різні історичні тлумачення сенсу герба надали багатий ґрунт для конкуруючих символів іранської ідентичності. У XX столітті деякі політики та вчені пропонували замінити емблему іншими символами, такими як Дерафші Кавіені. Проте емблема залишалася офіційним символом Ірану до революції 1979, коли символ «Лева і Сонця» був заборонений для зображення в громадських місцях і державних організаціях і замінений на сучасний герб Ірану.

## Галерея

Лев і Сонце — герб Ірану в 1423-1979
Імперська емблема Каджарів
Імперська емблема Пахлаві
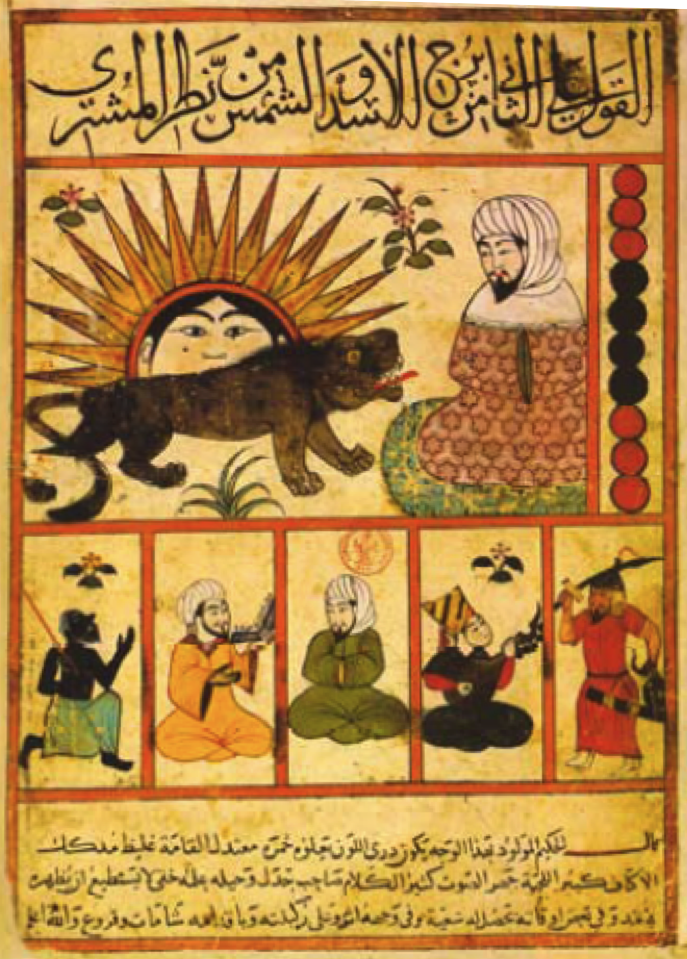
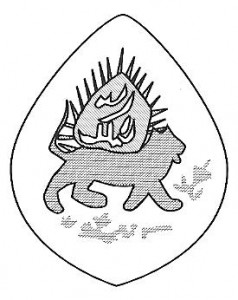
Королівська печатка Надір Шаха, 1764
Прапор Надір Шаха
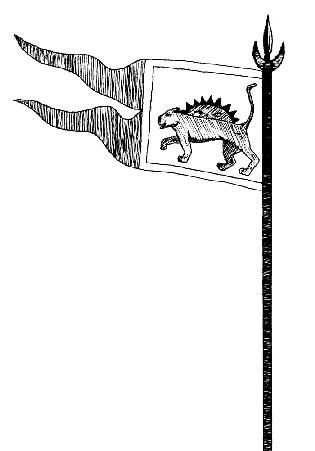
One of the earliest example of a banner bearing the lion and sun motif(826 AH/1423 AD)
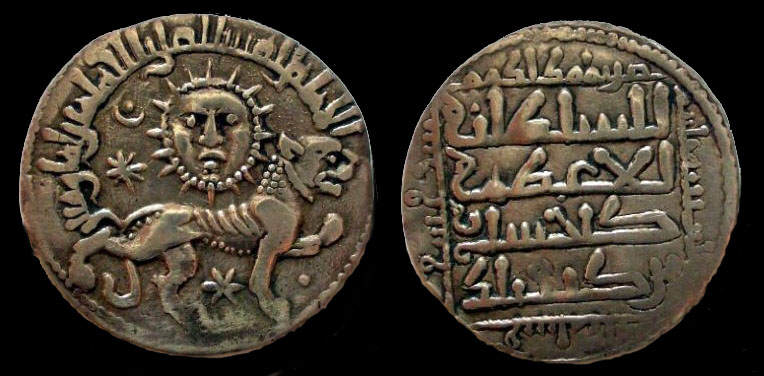
Dirham coin of Kaykhusraw II, Sivas, AH 638/AD 1240-1.
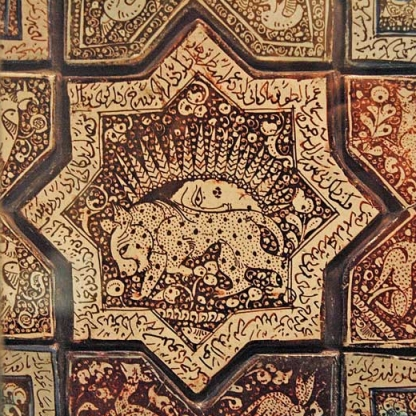
Ilkhanid tile work, Damghan, Iran.
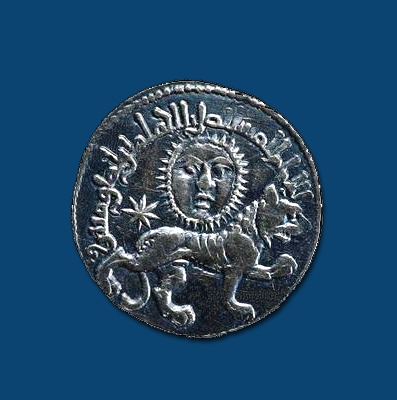
A Seljukid coin
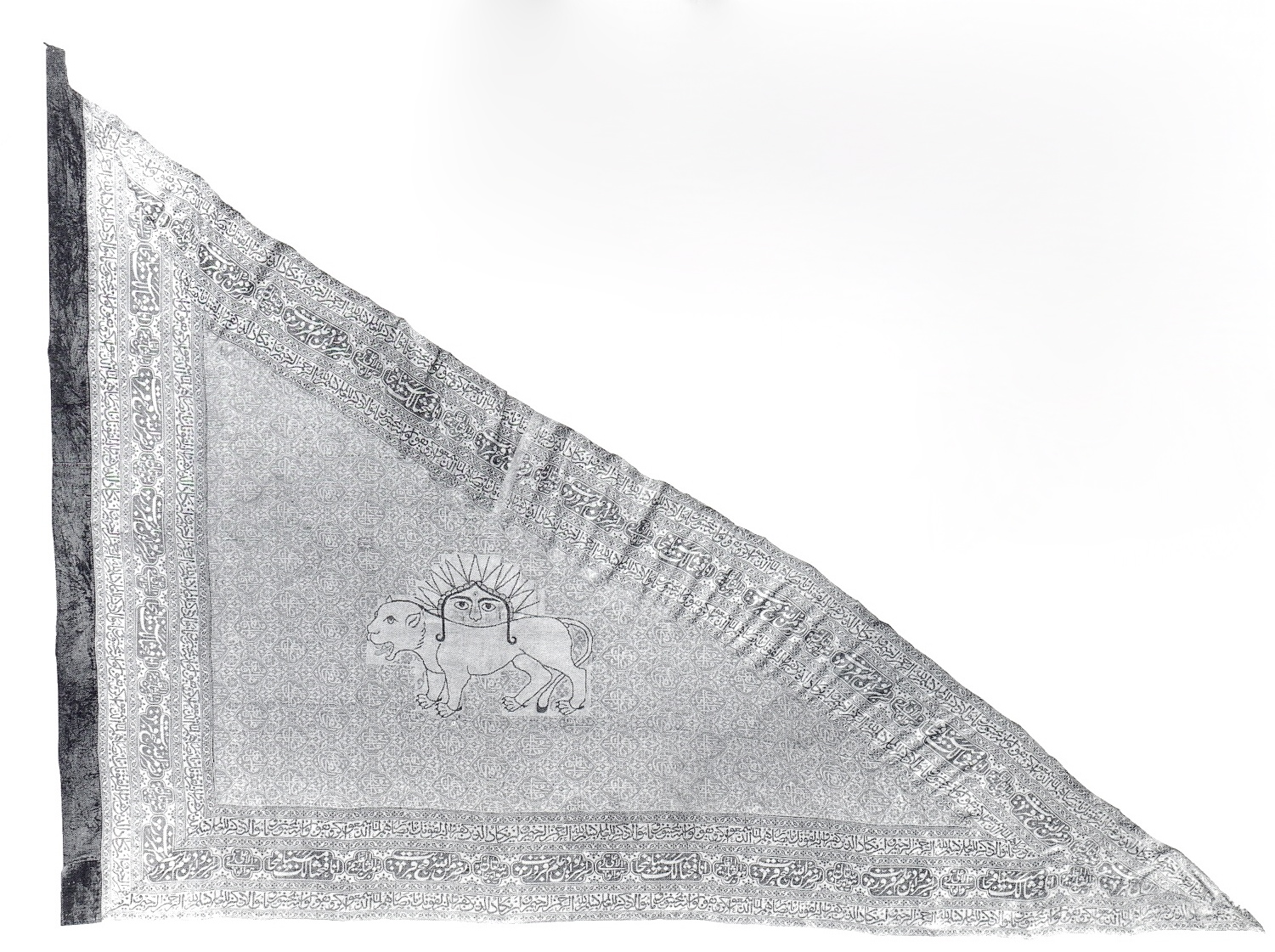
Triangular silk flag of Iran, Qajar Dynasty, 3.6 m by 2.03 m, mid-19th century, Quranic verses and the ground pious invocations can be found on edges
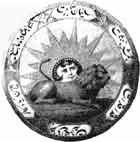
Emblem of Persia during Fat'h Ali Shah
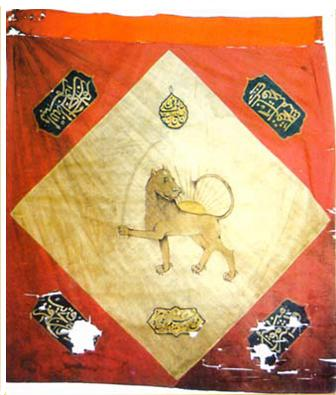
Flag of the Khanate of Erevan, 1828
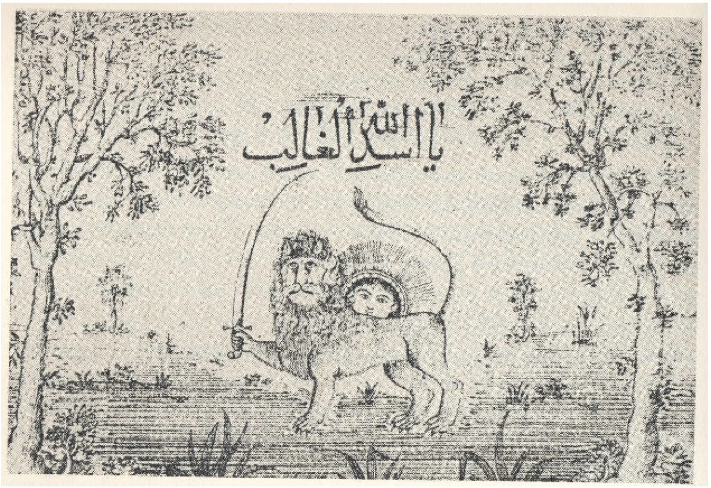
Logo of Akhbardar_al-Khalafah-i_Tehran Newspaper, 5 February 1851
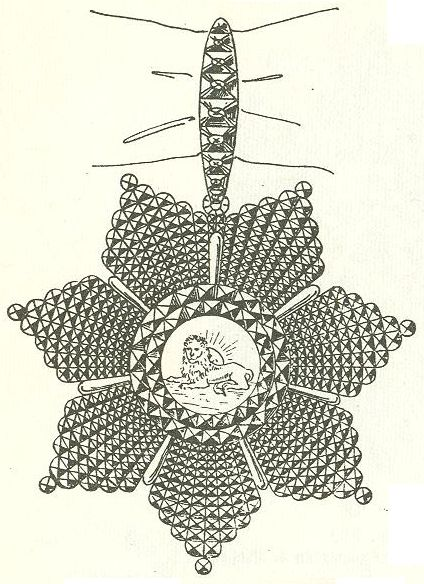
Order of the Lion and the Sun in Qajar era
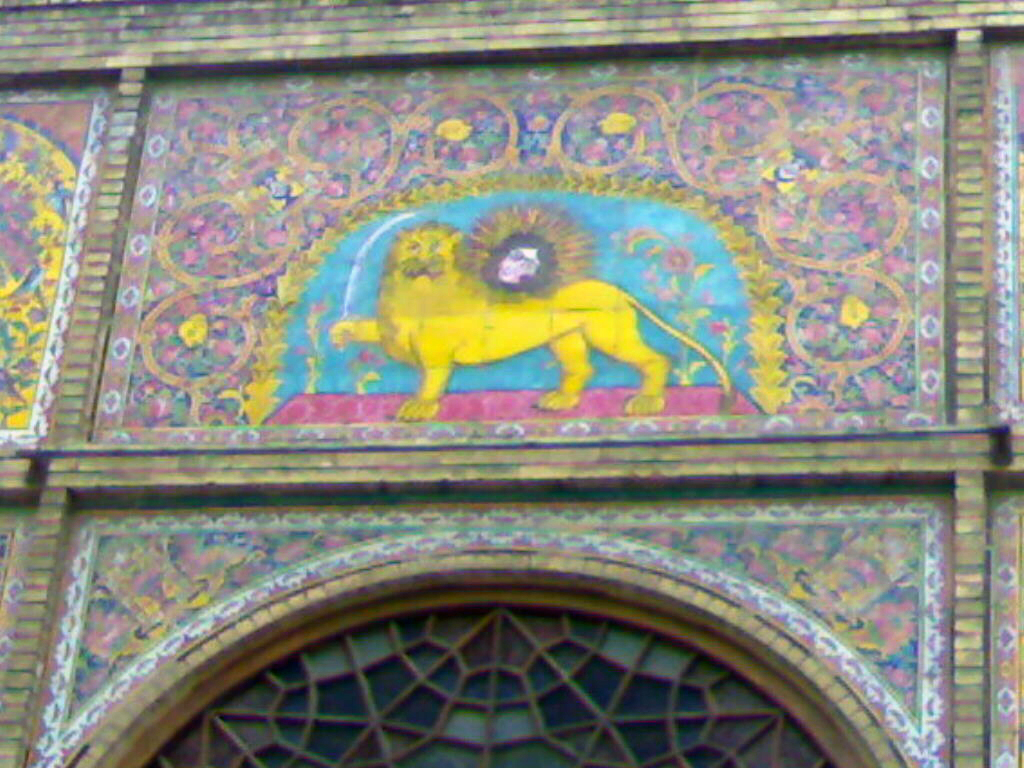
The lion and Sun, Golistan Palace, Qajar Dynasty